# Ким Онсу
Ким Онсу (кор. 김언수, Пусан) — южнокорейский писатель.

## Биография
Ким Онсу родился в 1972 году и вырос в южнокорейском портовом городе Пусане. Изучал корейскую литературу в Университете Кёнхи, где он также закончил курсовую работу уровня магистра. Дебютировал осенью 2002 года со своим рассказом "Лёгкие уроки письма ”(참 쉽게 배우는 글짓기교실” Cham shipgye baeuneun Geuljitgigyosil”), а в 2003 году выиграл конкурс газеты Джинджу с рассказом "Улица Танбальджанг" “(단발장 스트리트”danbaljang Seuteuriteu"). В 2006 году рассказ ”Расставание с пятницей “(프라이데이와 결별하다” peuraidaewa Gyeolbyeolhada") выиграл конкурс молодых писателей Тонг-А Ильбо (Dong-A Ilbo), а его первый роман "Кабинет" (캐비닛 kaebinit) удостоился 12-й литературной премии Мунхакдонгне.
В 2017 году Ким Онсу получил международное признание после того, как его криминальный роман "Планировщики" 2010 года был опубликован на французском языке и вошёл в шорт-лист премии Гран-при по детективной литературе.  В январе 2019 года книга была переведена на английский язык и опубликована в США. В 2019 года роман "Планировщики" опубликован на русском языке издательством Phantom Press.

### Переводы на русский язык
- Планировщики. 2019. ISBN 978-5-86471-829-2